# دون مكينون (لاعب دوري الرغبي)
دون مكينون (بالإنجليزية: Don McKinnon)‏ هو لاعب دوري الرغبي أسترالي، ولد في 29 أبريل 1955.